# Hauterive (Friburgo)
Hauterive é uma comuna da Suíça, no Cantão Friburgo, com cerca de 1.815 habitantes. Estende-se por uma área de 11,92 km², de densidade populacional de 152 hab/km². Confina com as seguintes comunas: Arconciel, Corpataux-Magnedens, Cottens, Farvagny, Marly, Matran, Neyruz, Villars-sur-Glâne.
A língua oficial nesta comuna é o Francês.